# Agbogboli
Agbogboli est un village du Togo, situé à proximité d'Amou Oblo, dans la préfecture d'Amou, qui appartient à la région des Plateaux. Son nom signifie « dans les murailles » en akposso.

## Géographie
Agbogboli est un village de la préfecture d'Amou (chef-lieu : Amlamé), dans la région des Plateaux, inclus dans la commune d'Amou 2. Il est situé à 18 kilomètres d'Amou Oblo et à 24 kilomètres d'Amlamé, la plus grande ville de la préfecture. 
L'agglomération d'Agbogboli est formée d'autres petits villages, tels que Agbezoli Kopé, Oukouayem, Tonoukpo, Ebè Kopé et Ananivi Kopé.

## Histoire
Le nom Agbogboli signifie « dans les murailles » en akposso.
L’histoire de l’occupation d'Agbogboli remonte à 500 ans. Selon la tradition orale, la construction des murailles remonterait à la période située entre 1590 et 1680, dates auxquelles le peuple Akposso est installé avec certitude dans la région. À cette époque, les murailles d'Agbogbo protègent les habitants contre les envahisseurs et les animaux sauvages et délimitent les champs de cultures et les habitations. Les restes des murailles pourraient faire du village un site touristique.

## Vie économique
Agbogboli est une commune rurale avec une économie principalement basée sur l'agriculture, notamment la culture du maïs, du haricot, du soja, des arachides, du coton, du café et du cacao.
Le fonio (Digitaria exilis) est une source de nourriture importante pour éviter la malnutrition ou la famine.

## Culture
La fête du fonio, aussi appelée Ovazu (ova désignant le fonio et zu la fête, en langue akposso), est la principale fête traditionnelle des Akpossos et Akébou. C'est une fête annuelle célébrée entre novembre et décembre, alternativement à Amlamé et à Badou, pour célébrer la récolte et la consommation du fonio, céréale considérée comme sacrée pour le peuple Akposso.
Les Akpossos sont également connus pour leurs danses traditionnelles, en particulier la danse gbeko.

## Lieux publics
Le village compte une école, l'école primaire publique d'Agbogboli, construite à l'époque coloniale allemande, avant d'être rénovée[réf. nécessaire].

## Transports
Agbogboli est relié à Amou Oblo par une route très pratiquée mais non bitumée. Cette route relie la nationale Atakpamé-Kpalimé par Amou Oblo et à la nationale n°1 par Gléï.

## Personnalités liées au village
- Koffi Bessewu Nayo, député à l'Assemblée nationale du Togo[6]